# 이그나시오 에레라
이그나시오 호세 에레라 페르난데스(스페인어: Ignacio José Herrera Fernández, 1987년 10월 14일 ~ )는 베네수엘라의 청소년 국가대표 출신 축구 선수로, 포지션은 윙어이다. 2019년 현재 칠레 프리메라 디비시온의 CD 팔레스티노에서 활약하고 있다. 2018 시즌 K리그2 서울 이랜드 FC에서 활약한 바 있다. K리그 등록명은 에레라이다.
K리그2 2018 시즌 도중 열린 여름이적시장을 통해 대한민국에 입성하였다. 7월 4일 열린 광주 FC와의 경기에서 교체 투입 되며, K리그 데뷔전을 가지게 되었다. 10월 7일 28라운드 성남 FC와의 원정 경기에서 교체 투입되었으며, 81분 경 조찬호의 헤더를 발리로 때린 것이 골망을 흔들며 서울 이랜드에서의 첫 골을 기록하게 되었다. 시즌 종료 이후 계약 만료로 팀을 떠났다.